# Gernot Winischhofer

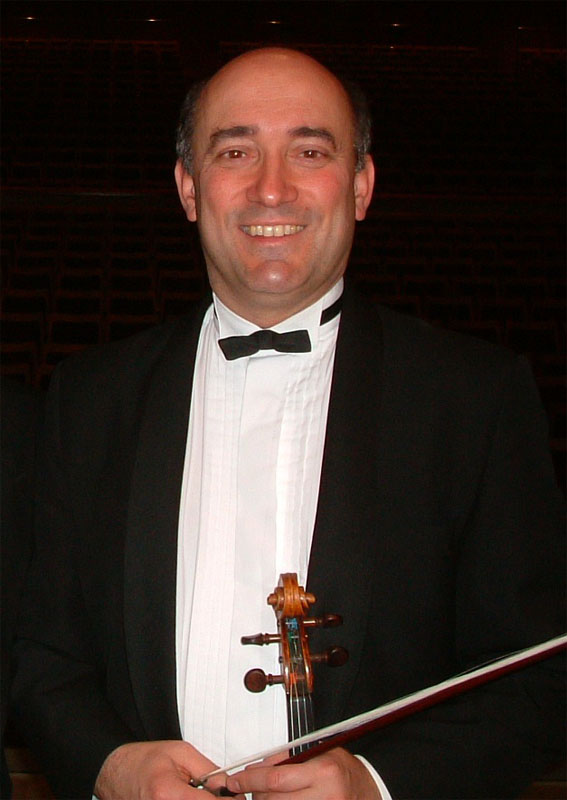
Gernot Winischhofer

Gernot Winischhofer (* 1957 in Wien) ist ein österreichischer Violinist und Musikpädagoge.

## Leben und Wirken
Winischhofer studierte an der Wiener Musikhochschule bei Hertha Binder, am Mozarteum bei Sándor Végh, am Moskauer Konservatorium bei Waleri Klimow sowie am Wiener Konservatorium bei Alexander Arenkov. Sein Studium schloss er 1982 mit Auszeichnung mit dem Diplom ab. Meisterkurse besuchte er bei Max Rostal und Wolfgang Schneiderhan. Winischhofer wurde mit internationalen Preisen ausgezeichnet.
Als Solist konzertierte er unter anderem mit den Dirigenten Sergiu Commissiona, Christian Thielemann und Saulius Sondeckis, sowie mit Orchestern wie mit der Philharmonie der Eremitage St. Petersburg, dem Mozarteumorchester Salzburg, der Slowakischen Philharmonie, den Prager Symphonikern, dem Symphonieorchester des Prager Rundfunks, den Nürnberger Philharmonikern, der SWF-Philharmonie, Janáček und Martinů Philharmonie, dem Wiener Kammerorchester, Moskauer Kammerorchester, dem Suk-Kammerorchester und dem Prager Kammerorchester.
Unter anderem gastierte er beim Meran Festival 2003, im Großen Festspielhaus Salzburg, im Wiener Musikverein und im Wiener Konzerthaus, beim Prager Frühling, beim Budapester Frühling, bei den Wiener Festwochen und  beim Carinthischen Sommer. Eine Zusammenarbeit erfolgte zum Beispiel mit Josef Suk, Igor Oistrach, Maurizio Barboro, Tatjana Grindenko, Rainer Honeck, Franz Bartolomey und Pavel Gililov.
Winischhofer gründete das Oistrachensemble gemeinsam mit Igor Oistrach und Valery Oistrach sowie das Philharmonische Klavierquintett Wien sowie das Trio di Vienna. Er ist Gründer (1987) und künstlerischer Leiter des Ost-West-Musikfestes.
Von 1992 bis 2015 unterrichtete er als Professor für Violine an der Musik und Kunst Privatuniversität der Stadt Wien. Im Jahr 2010 gründete er dort mit seinen besten Studenten das Kammerorchester Camerata Vienna.
Seine Tourneen führten ihn durch ganz Europa, nach Amerika und Asien. Er spielte zahlreiche Rundfunk-, Fernseh- und CD-Aufnahmen ein und war Leiter von Meisterkursen für Kinder und Jugendliche unter anderem in den USA, Japan, Korea und Moskau.
Winischhofer spielt auf einer Violine des Geigenbauers Paolo Maggini aus Brescia, die „Ole Bull“, die um das Jahr 1600 gebaut wurde.